# Proximus Pickx

Ancien logo.

Proximus Pickx (anciennement Belgacom TV, puis Proximus TV) est une offre de télévision numérique en Belgique, lancée en juin 2005 par l'opérateur de télécommunications Proximus. Il s'agit de la première offre du genre à avoir été lancée dans le pays.
Quelques mois avant ce lancement, l'opérateur belge avait surpris l’ensemble du marché en obtenant les droits de diffusion relatifs à la Jupiler Pro League, la première division de football belge, pour un montant très élevé,. Proximus TV attire dès lors surtout quelques amateurs de football belge.
Techniquement, Proximus TV est distribuée via la ligne téléphonique de l'abonné, équipée d’une solution xDSL. Dans la pratique, il s'agit d'une plateforme de distribution sur laquelle viennent se greffer les différents éléments qui composent l’offre de l’opérateur, à savoir un ensemble de 70 chaînes appelé Confort TV, de la vidéo à la demande, des bouquets thématiques, ainsi que Proximus Sports (anciennement Proximus 11), les chaînes diffusant l’ensemble des matchs de football de première division belge.
Au troisième quadrimestre 2014, Proximus TV comptait 1 558 000 clients et est accessible à 90 % des ménages belges.
En juin 2019, Proximus TV devient Proximus Pickx avec de nouvelles offres et une interface multiplateforme unifiant TV, rattrapage et VàD. Les sites Skynet, Proximus 11 et Proximus TV y sont fusionnés le 1er juillet pour un nouveau portail internet unifié,.

## Liste des chaînes

### Commentaires
Depuis le 19 mars 2009, le bouquet Classic +, l'option Confort View et les chaînes généralistes du Bouquet HD sont devenus Confort TV.
Mais certaines régions n'ont toujours pas accès à la haute définition. Jusqu'à ce jour il est bon de préciser également qu'Eurosport HD n'est pas fourni dans le pack de base mais qu'il vous faudra payer 10 euro par mois pour regarder vos sports préférés en HD.
Il est bon de noter que par ailleurs, les chaînes proposées par Belgacom TV, avec option multilingue (TF1, ARTE, TCM…) ne sont pas disponibles en version originale sous-titrée. De cette option multilangue, il ne reste donc que la version française, pour les francophones bien entendu.